# Komandia granosa
Komandia granosa är en insektsart som beskrevs av Boris Petrovich Uvarov 1953. Komandia granosa ingår i släktet Komandia och familjen gräshoppor. Inga underarter finns listade i Catalogue of Life.